# Austromitra rubiginosa
Austromitra rubiginosa är en snäckart som först beskrevs av Hutton 1873.  Austromitra rubiginosa ingår i släktet Austromitra och familjen Costellariidae. Inga underarter finns listade i Catalogue of Life.